# Jysk Folkeforening
Jysk Folkeforening var en dansk politisk förening som stiftades 5 mars 1862 på ett möte i Høver vid Århus. 
I interimsstyrelsen satt bland andra Jens Andersen Hansen, Anton Frederik Tscherning och Geert Winther. I föreningens stadgar, som antogs november samma år, angavs dess ändamål till att "motarbeta varje inskränkning av den grundlagsgivna valrätten och att förbereda val såväl till riksråd och riksdag som till amtsråd och kommunalstyrelser samt att främja och understödja varje åtgärd, som avser att utveckla folkets materiella och andliga välstånd". 
Föreningen blev väsentligen ett uttryck för Tschernings politik. Den fick ett stort medlemsantal över hela Jylland, dock främst i östra delen, och bidrog främst under 1860-talet till att vinna Jyllands lantbefolkning till Venstre. Dess första ordförande var Winther till 1875; han efterträddes av Lars Bjørnbak och Jens Nikolaj Christian Wistoft. Föreningen avbröt sin verksamhet efter stiftandet av Grundlovsværneforeningen 1877.